# El Meridj
El Meridj là một đô thị thuộc tỉnh Tébessa, Algérie. Dân số thời điểm năm 2002 là 10.254 người.